# Vozka

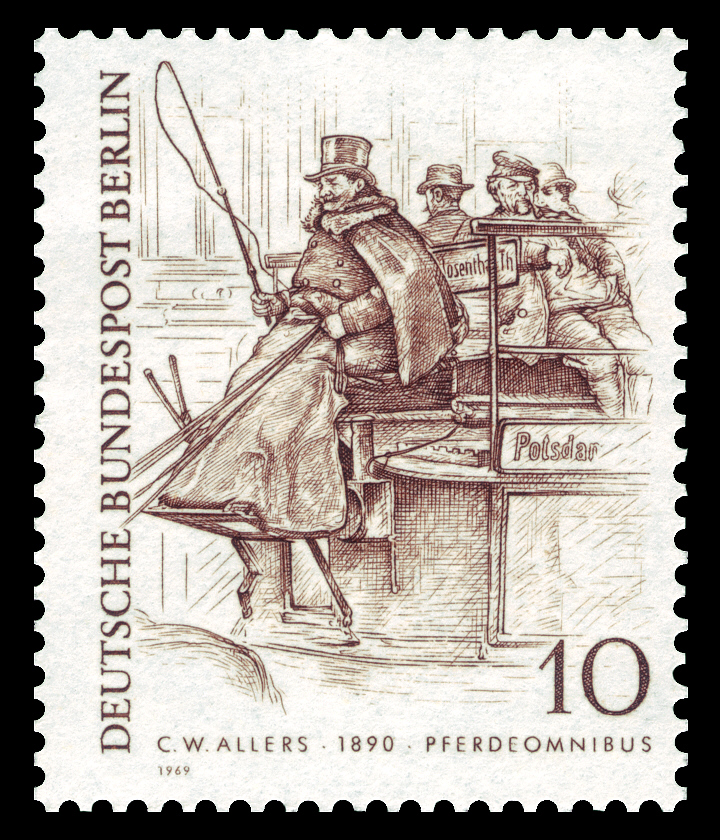
Vozka

Vozka je osoba řídící koňský povoz tažený koňmi nebo jinými hospodářskými zvířaty. Vozka může buď sedět na taženém vozidle na kozlíku, anebo jít podél něj. V zimních podmínkách se nemusí jednat vždy jen o kolové vozidlo, zvířata mohou také táhnout například velké saně.
Pro řízení povozu není třeba řidičské oprávnění, neboť se nejedná o motorové vozidlo, ale vozka je řidič a musí se řídit dopravními předpisy, jimiž je stanoven i minimální věk.

SLM_DIA2022-0038_–_Havrelass_vid_Hökärr

Vozka řídící koňský povoz se též nazývá kočí. Kočí, jenž řídil těžký nákladní povoz, byl označován slovem forman. Vozka řídící povoz během sportovní soutěže se také nazývá vozataj.
Vozy, které řídí kočí, se označují jako kočár, drožka, dostavník nebo fiakr. Poštovní vůz řídil postilion.